# 圖盧馬亞鎮
32°43′S 68°34′W / 32.717°S 68.567°W
圖盧馬亞鎮（西班牙語：Villa Tulumaya），是阿根廷的城鎮，位於該國西部門多薩省，是拉瓦列縣的首府，始建於1853年10月20日，海拔高度621米，該地區的地震活動頻繁和低強度，2001年人口7,005。